# Рубежанський Анатолій Федорович
Анато́лій Фе́дорович Рубежа́нський (4 січня 1924 — 9 січня 2000) — український судовий медик.

## Біографія
Народився у Краснодарі. У 1947 році закінчив Кубанський медичний інститут. Працював міжрайонним судово-медичним експертом у Криму, надалі став начальником Краснодарського крайового бюро судмедекспертизи. 1952 року заочно закінчив Ростовський факультет Всесоюзного юридичного інституту.
У 1955—1967 роках — асистент кафедри судової медицини Кубанського медичного інституту. У 1961 році захистив кандидатську дисертацію «Судово-медична експертиза переломів кісток щелепно-лицьової області» (рос. Судебно-медицинская экспертиза переломов костей челюстно-лицевой области). У 1966 році захистив докторську дисертацію на тему «Визначення за кістковими залишками давнини поховання трупу» (рос. Определение по костным останкам давности захоронения трупа).
З 1967 року до виходу на пенсію 1987 року був завідувачем кафедри судової медицини Дніпропетровської медичної академії.
У 1977—1987 роках був призначений за сумісництвом начальником обласного бюро судмедекспертизи.
У 1987—1997 році працював професором-консультантом кафедри і бюро судово-медичної експертизи. Помер 9 січня 2000 року.

## Наукова діяльність
Автор більш 200 наукових праць, зокрема 3 монографій з танатології, токсикології, дослідження речових доказів. Написав низку раціоналізаторських пропозицій, інформаційних листів та методичних рекомендацій. Розробив декілька способів визначення давнини поховання за фрагментами кісток.
Під керівництвом Рубежанського захищено 7 кандидатських дисертацій: В. І. Ворончук (1968), Є. С. Неділько (1975), К. М. Пантелєєв (1978), В. М. Ганженко (1979), В. Д. Васюченко (1980), А. В. Конєв (1986), Г. Б. Алексін (1995).
Був редактором відділу «Судова медицина» 3-го видання Великої медичної енциклопедії.
Член правління Всесоюзного й Українського наукових товариств судових медиків і криміналістів, членом проблемної комісії з ідентифікації осіб Наукової ради по судовій медицині АМН СРСР. Виступав на конференціях з судової медицини в Югославії, Німеччині, Італії, Колумбії.
Нагороджений медалями, грамотами та знаком «Відмінник охорони здоров'я».